# Orgeux
Orgeux település Franciaországban, Côte-d’Or megyében. Lakosainak száma 459 fő (2022. január 1.). Orgeux Saint-Julien, Varois-et-Chaignot, Arceau, Arc-sur-Tille és Couternon községekkel határos.

## Népesség
A település népességének változása:
| Lakosok száma | 183  | 273  | 258  | 436  | 475  | 474  | 465  | 459  | 455  | 459  |
|               | 1968 | 1982 | 1990 | 2006 | 2013 | 2015 | 2017 | 2019 | 2020 | 2022 |